# 리히텐슈타인소나무밭쥐
리히텐슈타인소나무밭쥐(Microtus liechtensteini)는 밭쥐속에 속하는 설치류의 일종이다. 이탈리아 북부에서 오스트리아와 슬로베니아를 거쳐 크로아티아까지 유럽 중부와 동부 지역에서 발견된다.